# عاتکه بنت عبدالمطلب
عاتِکة بنت عبدالمطلب (به عربی: عاتكة بنت عبد المطلب) از زنان قبیله بنی هاشم قریش و عمه محمد پیامبر اسلام‌ بود. او در مکه زاده شد و پدرش عبدالمطلب و مادرش فاطمه بنت عمرو از قبیله بنو مخزوم قریش بود. ابن سعد در الطبقات گفته‌است عاتکه در مکه اسلام آورد و سپس به مدینه مهاجرت کرد.

## زندگی‌نامه
برخی روایات در این که آیا عاتکه اسلام آورده یا نه اختلاف نظر وجود دارد. ابن اسحاق و جماعتی از علماء می‌گویند: از عمه‌های پیامبرفقط صفیة ایمان آورده‌است. از عاتکه ام کلثوم دختر عقبة بن أبی معیط روایت نقل کرده‌است.
عده ای به اسلام او به اشعاری که در رثای محمدسروده و وی را به نبوت وصف کرده، استدلال کرده‌اند؛ و دارقطنی در کتاب الاخوة می‌گوید: به دلیل اشعارش او مسلمان است.
ابن سعد می‌گوید: مادرش فاطمة دختر عمرو بن عائذ بن مخزوم است و در زمان جاهلیت با ابو امیه مخزومی ازدواج کرد سپس در مکه اسلام آورده و به مدینه مهاجرت کرد.

## اشعار
از شعرهای عاتکه معدودی باقی مانده است. آما آنچه بیش از همه مشهور است در باره مرگ محمد است:
ای چشم! تا وقتی که هستی و جان داری، اشک بریز
چونان سیلاب، برای بهترین نوع بشر، احمد
ای چشم! خود را برای اشک ریختن آماده کن
و برای نور این سرزمین محمد گریه کن
پس برای بهترین بنده خدا  گریه کن
او که حامی حق و راهنمای هدایت بود
از ما کسی باقی مانده که وحی بدو رسد
در غروب امروز یا فردا؟